# Deltochilum sericeum
Deltochilum sericeum là một loài bọ cánh cứng trong họ Bọ hung (Scarabaeidae).